# دست‌سانی
دست‌سانی یا کایرالیته (به انگلیسی: Chirality) ‎/kaɪˈrælɪtiː/‎ یک خاصیت ناشی از عدم تقارن است که در شاخه‌های مختلفی از علوم کاربرد دارد. لغت دست‌سانی، از کلمه یونانی χειρ، به معنی «دست» مشتق شده‌است.
مفهوم ساده یک جسم یا پدیده دست‌سان به وسیله دو دست انسان قابل تعبیر است. دو دست انسان در عین شباهت بسیار زیاد، با یکدیگر کاملاً منطبق نیستند. به صورتی که هر دست تصویر آینه ای از دست دیگر محسوب می‌شود. پدیده‌های با این خاصی اصطلاحاً دست‌سان نام دارند و در برخی خواص بایکدیگر متفاوت اند.
به عنوان مثال آمینواسیدها در علم شیمی از دسته ترکیبات دست‌سان هستند که از دو انانتیومر تشکیل شده که نسبت به هم ایزومر هستند.

انیمیشنی از یک موج الکترومغناطیس که جهت پیچش موج ساعتگرد است. در صورت حفظ کلیه پرامتر و تغییر جهت پیچش، موج دست‌سان با این موج ایجاد می‌شود.